# Ace (EP)
Pour les articles homonymes, voir Ace.
Albums de Taemin
Press It
(2016)
Singles
1. Danger
Sortie : 18 août 2014

Ace est le premier mini-album du membre du boys band sud-coréen SHINee, Taemin. Il est sorti le 18 août 2014 sous SM Entertainment. Le titre promotionnel est "Danger".

## Promotion
Le 11 août 2014, SM Entertainment a annoncé que Taemin allait sortir son premier EP nommé Ace le 18 août. Le 13 août, un highlight medley du mini-album est mis en ligne sur Youtube. Le clip vidéo officiel du titre-phare de l'EP, "Danger", est mis en ligne le 15 août.

## Liste des titres
| 1.    | Ace                          | Shim Changmin                                | Daniel "Obi" Klein, Deez, Ylva Dimberg, Charlotte Taft         | 3:58 |
| 2.    | 괴도 (Danger)                | Seo Ji-eum (Jam Factory) / BehindTScenes' AH | Thomas Troelsen, Remee S. Jackman BehindTScenes' AH            | 3:11 |
| 3.    | Experience                   | Hong Ji-yoo                                  | Winston Sela, Marcus Brosch                                    | 3:13 |
| 4.    | Pretty Boy (feat. Kai d'EXO) | Kim Jonghyun / BehindTScenes' AC             | Caesar & Loui, Ylva Dimberg / BehindTScenes' AC                | 3:43 |
| 5.    | 거절할게 (Wicked)            | Kenzie                                       | Kenzie, Mage, Teddy Riley, DOM, Lee Hyun-seung                 | 3:25 |
| 6.    | 소나타 (Play Me)             | Min Hyeon-jae (Jam Factory)                  | Harvey Mason, Jr., Damon Thomas, Mike Daley, Adonis Shropshire | 3:01 |
| 20:31 |                              |                                              |                                                                |      |

## Classement
| Pays         | Classement               | Meilleure position |
| ------------ | ------------------------ | ------------------ |
| Corée du Sud | Gaon Weekly album chart  | 1                  |
| Corée du Sud | Gaon Monthly album chart | 1                  |
| Corée du Sud | Gaon Yearly album chart  | 23                 |
| Taïwan       | G-Music Combo Chart      | 14                 |
| États-Unis   | Billboard World Albums   | 2                  |
| États-Unis   | Billboard Heatseekers    | 20                 |

## Ventes et certifications
| Classement          | Quantité       |
| ------------------- | -------------- |
| Gaon physical sales | Plus de 88 179 |

## Récompenses et nominations
| Année | Titre                       | Catégorie                     | Travail nommé | Résultat   |
| ----- | --------------------------- | ----------------------------- | ------------- | ---------- |
| 2015  | 24th Seoul Music Awards     | Bonsang (Main Prize)          | Taemin        | Nomination |
| 2015  | 24th Seoul Music Awards     | High1/Mobile Popularity Award | Taemin        | Lauréat    |
| 2015  | 24th Seoul Music Awards     | Hallyu Special Award          | Taemin        | Nomination |
| 2015  | 29th Golden Disk Award      | Bonsang (Main Prize)          | Taemin        | Lauréat    |
| 2015  | 29th Golden Disk Award      | Inkisang (Popularity Award)   | Taemin        | Lauréat    |
| 2014  | 4th Gaon Chart K-Pop Awards | Album of the Year             | Taemin        | Nomination |

## Historique de sortie
| Pays         | Date              | Format                   | Label                      |
| ------------ | ----------------- | ------------------------ | -------------------------- |
| Monde entier | 18 août 2014      | Téléchargement légal     | SM Entertainment           |
| Corée du Sud | 18 août 2014      | CD, téléchargement légal | SM Entertainment, KT Music |
| Taïwan       | 26 septembre 2014 | CD                       | Avex Taiwan                |